# 末日浩劫
《末日浩劫》（Neuroshima Hex!），或譯《浩劫末日》，是Michel Oracz於2006年推出的版圖遊戲，2010年推出IOS的電子遊戲，另外還在IOS上有一百場排局的《末日浩劫：迷局》（Neuroshima Hex Puzzle）。

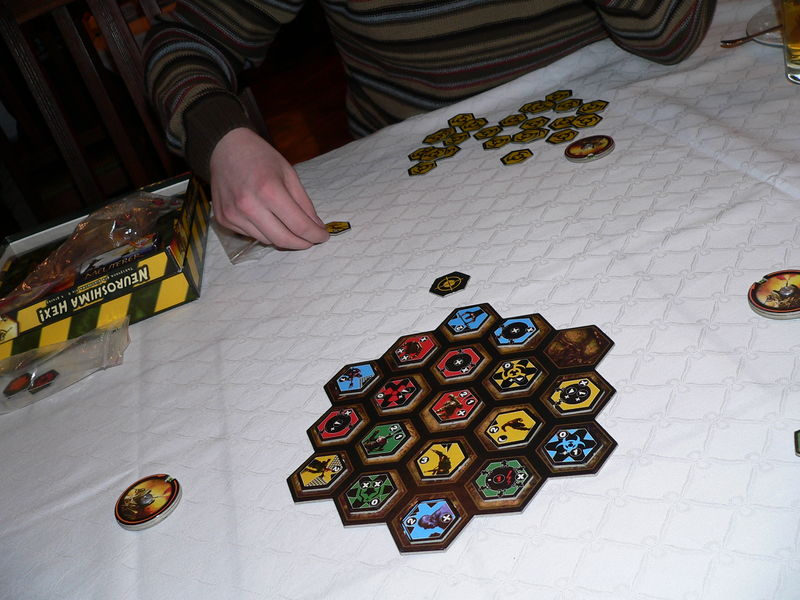
遊戲途中

## 背景設定
背景為機械所支配的末日世界，殘存的人類、變種生物、機械、半機械等相互鬥爭。原先只有四種部隊，之後陸續推出擴充，官方版已有杀戮机甲（Moloch）、变种异煞（Borgo）、前哨部队（Posterunek）、荒土霸主（Hegemonia）、纽约特警（Nowy Jork）、丛林异形（Neodżungla）、铁甲狂虫（Smart）、赌城黑手（Vegas）、钢铁特警（Stalowa Policja）、幻影舞者（Dancer）、瘟疫鼠人（Sharrash）、恶魔蠕虫（Mephisto）、末日机甲（DoomsDay Machine）、密西西比（Missisipi）、Uranopolis等部隊。

## 大致規則
- 棋盤為3*3*3六角格。
- 棋子為六角板塊，有总部、單位、模組、命令等種類，前三者會放在棋盤，後一者使用後棄掉。其中單位這類上面有时序、攻擊值、生命值、與攻擊方向、及其他特殊功能的符號。
- 二到四人遊戲，每人選擇一種不重複的陣營，輪流放總部至任意空格。
- 第一輪時，最先行动玩家从己方版块堆中抽一塊使用，第二位玩家抽兩塊使用，之後皆抽三塊使用兩塊。也可都不使用板塊，未使用者在回合結束時棄掉。
- 若棋盤已填滿、有玩家使用战斗的命令版块、或皆無块堆，則進行戰鬥。以时序大者先優先攻擊，每個同时序的攻擊一結束，就移除所有生命值降到零以下的总部與單位、與被攻擊的模組，直到所有时序皆攻擊才回合結束。
- 若总部生命值降到零以下，则该玩家被击败，各时序皆戰鬥後，將該玩家所有板塊移出当前游戏，剩余玩家继续进行。。
- 在最终戰鬥结束時，若多个總部還存在，则生命值较高的玩家获胜，若相同則平手。[2]

## 外部連結
- 遊戲介紹 （页面存档备份，存于）